# Wahlkreis Main-Kinzig I
Der Wahlkreis Main-Kinzig I (Wahlkreis 40) ist einer von drei Landtagswahlkreisen im hessischen Main-Kinzig-Kreis. Er umfasst die zentral im Kreis gelegenen Städte und Gemeinden Bruchköbel, Erlensee, Freigericht, Gründau, Hammersbach, Hasselroth, Langenselbold, Neuberg, Nidderau, Rodenbach, Ronneburg und Schöneck. Durch Gesetz vom 18. Dezember 2017 (GVBl. S. 478) wurde die bis dahin zum Wahlkreis gehörende Gemeinde Niederdorfelden dem Wahlkreis Main-Kinzig II zugeschlagen.

## Wahl 2023
| Landtagswahl in Hessen 2023 – WK Main-Kinzig IZweitstimmen %403020100 35,6 %21,7 %14,5 %12,3 %4,6 %3,8 %2,1 %1,9 %3,3 % CDUAfDSPDGrüneFDPFWLinkeTierschutzSonst.Gewinne und Verlusteim Vergleich zu 2018 %p 10 8 6 4 2 0 −2 −4 −6+8,8 %p+6,2 %p−5,5 %p−5,8 %p−2,4 %p+0,5 %p−2,7 %p+0,4 %p+0,4 %pCDUAfDSPDGrüneFDPFWLinkeTierschutzSonst. |

| Gegenstand der Nachweisung | Gegenstand der Nachweisung | Erst- stimmen | Erst- stimmen | Zweit- stimmen | Zweit- stimmen |
| Bewerber                   | Partei                     | Anzahl        | %             | Anzahl         | %              |
| -------------------------- | -------------------------- | ------------- | ------------- | -------------- | -------------- |
| Wahlberechtigte            | Wahlberechtigte            | 92.687        | 92.687        | 92.687         | 92.687         |
| Wähler                     | Wähler                     | 63.826        | 63.826        | 63.826         | 68,9           |
| Ungültige Stimmen          | Ungültige Stimmen          | 1.132         | 1,8           | 1.004          | 1,6            |
| Gültige Stimmen            | Gültige Stimmen            | 62.694        | 98,2          | 62.822         | 98,4           |
| davon                      |                            |               |               |                |                |
| Max Schad                  | CDU                        | 22.137        | 35,3          | 22.389         | 35,6           |
| Anja Zeller                | GRÜNE                      | 6.710         | 10,7          | 7.749          | 12,3           |
| Christoph Degen            | SPD                        | 12.707        | 20,3          | 9.085          | 14,5           |
| Peter Schneider            | AfD                        | 12.885        | 20,6          | 13.653         | 21,7           |
| Anke Pfeil                 | FDP                        | 3.205         | 5,1           | 2.919          | 4,6            |
| Matthias Okon              | Die Linke                  | 1.528         | 2,4           | 1.340          | 2,1            |
| Astrid Bergmann-Hartl      | Freie Wähler               | 3.522         | 5,6           | 2.398          | 3,8            |
|                            | Tierschutzpartei           |               |               | 1.196          | 1,9            |
|                            | Die PARTEI                 | 489           | 0,8           |                |                |
|                            | Piraten                    | 205           | 0,3           |                |                |
|                            | ÖDP                        | 183           | 0,3           |                |                |
|                            | P. f. schulm. Verjf.       | 44            | 0,1           |                |                |
|                            | V-Partei³                  | 232           | 0,4           |                |                |
|                            | PdH                        | 81            | 0,1           |                |                |
|                            | ABG                        | 108           | 0,2           |                |                |
|                            | APPD                       | 40            | 0,1           |                |                |
|                            | Basis                      | 247           | 0,4           |                |                |
|                            | DKP                        | 55            | 0,1           |                |                |
|                            | DIE NEUE MITTE             | 36            | 0,1           |                |                |
|                            | Volt                       | 255           | 0,4           |                |                |
|                            | Klimaliste                 | 118           | 0,2           |                |                |

## Wahl 2018
| Gegenstand der Nachweisung | Gegenstand der Nachweisung | Wahlkreis- stimmen | Wahlkreis- stimmen | Landes- stimmen | Landes- stimmen |
| Kreiswahlbewerber          | Partei                     | Anzahl             | %                  | Anzahl          | %               |
| -------------------------- | -------------------------- | ------------------ | ------------------ | --------------- | --------------- |
| Wahlberechtigte            | Wahlberechtigte            | 97.654             | 100,0              | 97.654          | 100,0           |
| Wähler                     | Wähler                     | 69.734             | 71,4               | 69.734          | 71,4            |
| Ungültige Stimmen          | Ungültige Stimmen          | 1.774              | 2,5                | 1.510           | 2,2             |
| Gültige Stimmen            | Gültige Stimmen            | 67.960             | 100,0              | 68.224          | 100,0           |
| davon                      |                            |                    |                    |                 |                 |
| Max Schad                  | CDU                        | 18.417             | 27,1               | 18.353          | 26,9            |
| Christoph Degen            | SPD                        | 17.496             | 25,7               | 13.648          | 20,0            |
| Cornelia Hofacker          | GRÜNE                      | 10.827             | 15,9               | 12.283          | 18,0            |
| Thomas Maurer              | LINKE                      | 2.885              | 4,2                | 3.200           | 4,7             |
| Alexander Noll             | FDP                        | 4.247              | 6,2                | 4.756           | 7,0             |
| Ulrich Langenbach          | AfD                        | 10.470             | 15,4               | 10.674          | 15,6            |
| –                          | PIRATEN                    | –                  | –                  | 299             | 0,3             |
| Christian Clauß            | FREIE WÄHLER               | 2.980              | 4,4                | 2.345           | 3,4             |
| –                          | NPD                        | –                  | –                  | 255             | 0,4             |
| –                          | Die Partei                 | –                  | –                  | 437             | 0,6             |
| Ralf Grünke                | ödp                        | 631                | 0,9                | 330             | 0,5             |
| –                          | Die Grauen                 | –                  | –                  | 146             | 0,2             |
| –                          | BüSo                       | –                  | –                  | 12              | 0,0             |
| –                          | AD-Demokraten              | –                  | –                  | 33              | 0,0             |
| –                          | Bündnis C                  | –                  | –                  | 53              | 0,1             |
| –                          | BGE                        | –                  | –                  | 69              | 0,1             |
| –                          | Die Violetten              | –                  | –                  | 50              | 0,1             |
| –                          | LKR                        | –                  | –                  | 30              | 0,0             |
| –                          | Menschliche Welt           | –                  | –                  | 38              | 0,1             |
| –                          | Die Humanisten             | –                  | –                  | 49              | 0,1             |
| –                          | Gesundheitsforschung       | –                  | –                  | 114             | 0,2             |
| –                          | Tierschutzpartei           | –                  | –                  | 1.039           | 1,5             |
| –                          | V-Partei³                  | –                  | –                  | 81              | 0,1             |

Neben dem direkt gewählten Wahlkreisabgeordneten Max Schad (CDU) wurde der SPD-Kandidat Christoph Degen über die Landesliste seiner Partei gewählt.

## Wahl 2013
| Gegenstand der Nachweisung | Gegenstand der Nachweisung | Wahlkreis- stimmen | Wahlkreis- stimmen | Landes- stimmen | Landes- stimmen |
| Kreiswahlbewerber/in       | Partei                     | Anzahl             | %                  | Anzahl          | %               |
| -------------------------- | -------------------------- | ------------------ | ------------------ | --------------- | --------------- |
| Wahlberechtigte            | Wahlberechtigte            | 101.126            | 100,0              | 101.126         | 100,0           |
| Wähler                     | Wähler                     | 77.327             | 76,5               | 77.327          | 76,5            |
| Ungültige Stimmen          | Ungültige Stimmen          | 2.765              | 3,6                | 2.153           | 2,8             |
| Gültige Stimmen            | Gültige Stimmen            | 74.562             | 100,0              | 75.174          | 100,0           |
| davon                      |                            |                    |                    |                 |                 |
| Hugo Klein                 | CDU                        | 34.376             | 46,1               | 30.406          | 40,4            |
| Christoph Degen            | SPD                        | 26.831             | 36,0               | 22.844          | 30,4            |
| Alexander Noll             | FDP                        | 1.770              | 2,4                | 3.321           | 4,4             |
| Wolfgang Seifried          | GRÜNE                      | 5.387              | 7,2                | 7.188           | 9,6             |
| Thomas Maurer              | LINKE                      | 3.700              | 5,0                | 3.389           | 4,5             |
| –                          | FREIE WÄHLER               | x                  | x                  | 881             | 1,2             |
| –                          | NPD                        | x                  | x                  | 1.284           | 1,7             |
| –                          | REP                        | x                  | x                  | 326             | 0,4             |
| Harald Häuser              | PIRATEN                    | 1.834              | 2,5                | 1.365           | 1,8             |
| –                          | BüSo                       | x                  | x                  | 38              | 0,1             |
| –                          | ADd                        | x                  | x                  | 97              | 0,1             |
| –                          | Die Grauen                 | x                  | x                  | 41              | 0,1             |
| –                          | AfD                        | x                  | x                  | 3.225           | 4,3             |
| –                          | AVIP                       | x                  | x                  | 85              | 0,1             |
| –                          | LUPe                       | x                  | x                  | 38              | 0,1             |
| –                          | ÖDP                        | x                  | x                  | 105             | 0,1             |
| Hans-Georg Kraus           | Die PARTEI                 | 664                | 0,9                | 510             | 0,7             |
| –                          | PSG                        | x                  | x                  | 31              | 0,0             |

Neben Hugo Klein als Gewinner des Direktmandats ist aus dem Wahlkreis noch Christoph Degen über die Landesliste in den Landtag eingezogen.

## Wahl 2009
Wahlkreisergebnis der Landtagswahl in Hessen 2009:
| Gegenstand der Nachweisung | Gegenstand der Nachweisung | Wahlkreis- stimmen | Wahlkreis- stimmen | Landes- stimmen | Landes- stimmen |
| Bewerber                   | Partei                     | Anzahl             | %                  | Anzahl          | %               |
| -------------------------- | -------------------------- | ------------------ | ------------------ | --------------- | --------------- |
| Wahlberechtigte            | Wahlberechtigte            | 100.673            | 100,0              | 100.673         | 100,0           |
| Wähler                     | Wähler                     | 63.977             | 63,5               | 63.977          | 63,5            |
| Ungültige Stimmen          | Ungültige Stimmen          | 2.239              | 3,5                | 2.100           | 3,3             |
| Gültige Stimmen            | Gültige Stimmen            | 61.738             | 100,0              | 61.877          | 100,0           |
| davon                      |                            |                    |                    |                 |                 |
| Hugo Klein                 | CDU                        | 27.697             | 44,9               | 24.854          | 40,2            |
| Christoph Degen            | SPD                        | 18.858             | 30,5               | 14.174          | 22,9            |
| Alexander Noll             | FDP                        | 6.705              | 10,9               | 10.092          | 16,3            |
| Barbara Neuer-Markmann     | GRÜNE                      | 5.092              | 08,2               | 7.271           | 11,8            |
| Andreas Müller             | LINKE                      | 2.528              | 04,1               | 3.118           | 05,0            |
| –                          | REP                        | –                  | –                  | 294             | 00,5            |
| –                          | FW                         | –                  | –                  | 1.055           | 01,7            |
| Bernd Hilpert              | NPD                        | 858                | 01,4               | 617             | 01,0            |
| –                          | PIRATEN                    | –                  | –                  | 305             | 00,5            |
| –                          | BüSo                       | –                  | –                  | 97              | 00,2            |

Neben Hugo Klein als Gewinner des Direktmandats ist aus dem Wahlkreis noch Alexander Noll über die Landesliste in den Landtag eingezogen.

## Wahl 2008
| Gegenstand der Nachweisung | Gegenstand der Nachweisung | Wahlkreis- stimmen | Wahlkreis- stimmen | Landes- stimmen | Landes- stimmen |
| Bewerber                   | Partei                     | Anzahl             | %                  | Anzahl          | %               |
| -------------------------- | -------------------------- | ------------------ | ------------------ | --------------- | --------------- |
| Wahlberechtigte            | Wahlberechtigte            | 100.264            | 100,0              | 100.264         | 100,0           |
| Wähler                     | Wähler                     | 66.751             | 66,6               | 66.751          | 66,6            |
| Ungültige Stimmen          | Ungültige Stimmen          | 1.845              | 2,8                | 1.640           | 2,5             |
| Gültige Stimmen            | Gültige Stimmen            | 64.906             | 100,0              | 65.111          | 100,0           |
| davon                      |                            |                    |                    |                 |                 |
| Hugo Klein                 | CDU                        | 27.200             | 41,9               | 26.037          | 40,0            |
| Christoph Degen            | SPD                        | 24.500             | 37,7               | 23.080          | 35,4            |
| Barbara Neuer-Markmann     | GRÜNE                      | 3.565              | 05,5               | 4.020           | 06,2            |
| Alexander Noll             | FDP                        | 4.036              | 06,2               | 5.797           | 08,9            |
| Norbert Reichert           | REP                        | 947                | 01,5               | 729             | 01,1            |
| Peter Tesar                | Tierschutzpartei           | 975                | 01,5               | 566             | 00,9            |
| –                          | BüSo                       | –                  | –                  | 28              | 0,0             |
| –                          | PSG                        | –                  | –                  | 15              | 0,0             |
| –                          | Volksabstimmung            | –                  | –                  | 94              | 00,1            |
| –                          | GRAUE                      | –                  | –                  | 118             | 00,2            |
| Andreas Müller             | LINKE                      | 2.331              | 03,6               | 3.129           | 04,8            |
| –                          | Die Violetten              | –                  | –                  | 53              | 00,1            |
| –                          | FAMILIE                    | –                  | –                  | 158             | 00,2            |
| Jürgen Heim                | FW                         | 754                | 01,2               | 420             | 00,6            |
| Pierre Levien              | NPD                        | 598                | 00,9               | 677             | 01,0            |
| –                          | PIRATEN                    | –                  | –                  | 151             | 00,2            |
| –                          | UB                         | –                  | –                  | 39              | 00,0            |

## Wahl 2003
| Gegenstand der Nachweisung | Gegenstand der Nachweisung | Wahlkreis- stimmen | Wahlkreis- stimmen | Landes- stimmen | Landes- stimmen |
| Bewerber                   | Partei                     | Anzahl             | %                  | Anzahl          | %               |
| -------------------------- | -------------------------- | ------------------ | ------------------ | --------------- | --------------- |
| Wahlberechtigte            | Wahlberechtigte            | 104.081            | 100,0              | 104.081         | 100,0           |
| Wähler                     | Wähler                     | 67.974             | 65,3               | 67.974          | 65,3            |
| Ungültige Stimmen          | Ungültige Stimmen          | 1.933              | 2,8                | 1.470           | 2,2             |
| Gültige Stimmen            | Gültige Stimmen            | 66.041             | 100,0              | 66.504          | 100,0           |
| davon                      |                            |                    |                    |                 |                 |
| Hugo Klein                 | CDU                        | 35.415             | 53,6               | 33.634          | 50,6            |
| Lothar Klemm               | SPD                        | 22.946             | 34,7               | 19.370          | 29,1            |
| ?                          | GRÜNE                      | 4.671              | 7,1                | 6.031           | 9,1             |
| ?                          | FDP                        | 3.009              | 4,6                | 4.619           | 6,9             |
| –                          | REP                        | –                  | –                  | 878             | 1,3             |
| –                          | Tierschutzpartei           | –                  | –                  | 629             | 0,9             |
| –                          | DIE FRAUEN                 | –                  | –                  | 237             | 0,4             |
| –                          | PBC                        | –                  | –                  | 172             | 0,3             |
| –                          | DKP                        | –                  | –                  | 159             | 0,2             |
| –                          | ödp                        | –                  | –                  | 84              | 0,1             |
| –                          | BüSo                       | –                  | –                  | 39              | 0,1             |
| –                          | FAG Hessen                 | –                  | –                  | 272             | 0,4             |
| –                          | PSG                        | –                  | –                  | 29              | 0,0             |
| –                          | Schill                     | –                  | –                  | 351             | 0,5             |

## Wahl 1999
| Gegenstand der Nachweisung | Gegenstand der Nachweisung | Wahlkreis- stimmen | Wahlkreis- stimmen | Landes- stimmen | Landes- stimmen |
| Bewerber                   | Partei                     | Anzahl             | %                  | Anzahl          | %               |
| -------------------------- | -------------------------- | ------------------ | ------------------ | --------------- | --------------- |
| Wahlberechtigte            | Wahlberechtigte            | 102.334            | 100,0              | 102.334         | 100,0           |
| Wähler                     | Wähler                     | 63.966             | 62,5               | 63.966          | 62,5            |
| Ungültige Stimmen          | Ungültige Stimmen          | 835                | 1,3                | 852             | 1,3             |
| Gültige Stimmen            | Gültige Stimmen            | 63.131             | 100,0              | 63.114          | 100,0           |
| davon                      |                            |                    |                    |                 |                 |
| Walter Korn                | CDU                        | 28.080             | 44,5               | 27.780          | 44,0            |
| Lothar Klemm               | SPD                        | 28.791             | 45,6               | 26.278          | 41,6            |
| ?                          | GRÜNE                      | 2.806              | 4,4                | 3.831           | 6,1             |
| ?                          | F.D.P.                     | 1.506              | 2,4                | 2.489           | 3,9             |
| ?                          | REP                        | 1.784              | 2,8                | 1.756           | 2,8             |
| –                          | Die Tierschutzpartei       | –                  | –                  | 250             | 0,4             |
| –                          | DIE FRAUEN                 | –                  | –                  | 126             | 0,2             |
| –                          | PASS                       | –                  | –                  | 16              | 0,0             |
| –                          | DKP                        | –                  | –                  | 113             | 0,2             |
| –                          | BüSo                       | –                  | –                  | 7               | 0,0             |
| –                          | FWG                        | –                  | –                  | 95              | 0,2             |
| ?                          | PBC                        | 164                | 0,3                | 167             | 0,3             |
| –                          | DHP                        | –                  | –                  | 9               | 0,0             |
| –                          | NATURGESETZ                | –                  | –                  | 43              | 0,1             |
| –                          | ödp                        | –                  | –                  | 35              | 0,1             |
| –                          | NPD                        | –                  | –                  | 67              | 0,1             |
| –                          | BFB-Die Offensive          | –                  | –                  | 52              | 0,1             |

## Wahl 1995
| Gegenstand der Nachweisung | Gegenstand der Nachweisung | Wahlkreis- stimmen | Wahlkreis- stimmen | Landes- stimmen | Landes- stimmen |
| Bewerber                   | Partei                     | Anzahl             | %                  | Anzahl          | %               |
| -------------------------- | -------------------------- | ------------------ | ------------------ | --------------- | --------------- |
| Wahlberechtigte            | Wahlberechtigte            | 100.609            | 100,0              | 100.609         | 100,0           |
| Wähler                     | Wähler                     | 65.452             | 65,1               | 65.452          | 65,1            |
| Ungültige Stimmen          | Ungültige Stimmen          | 1.438              | 2,2                | 1.604           | 2,5             |
| Gültige Stimmen            | Gültige Stimmen            | 64.014             | 100,0              | 63.848          | 100,0           |
| davon                      |                            |                    |                    |                 |                 |
| Lothar Klemm               | SPD                        | 26.248             | 41,0               | 23.527          | 36,8            |
| Walter Korn                | CDU                        | 28.229             | 44,1               | 26.792          | 42,0            |
| ?                          | GRÜNE                      | 5.580              | 8,7                | 6.884           | 10,8            |
| ?                          | F.D.P.                     | 2.404              | 3,8                | 3.996           | 6,3             |
| –                          | ÖDP                        | –                  | –                  | 128             | 0,2             |
| –                          | GRAUE                      | –                  | –                  | 213             | 0,3             |
| ?                          | REP                        | 1.553              | 2,4                | 1.441           | 2,3             |
| –                          | Solidarität                | –                  | –                  | 15              | 0,0             |
| –                          | APD                        | –                  | –                  | 158             | 0,2             |
| –                          | DKP                        | –                  | –                  | 139             | 0,2             |
| –                          | NPD                        | –                  | –                  | 106             | 0,2             |
| –                          | DHP                        | –                  | –                  | 13              | 0,0             |
| –                          | f.NEP                      | –                  | –                  | 55              | 0,1             |
| –                          | NATURGESETZ                | –                  | –                  | 96              | 0,2             |
| –                          | BFB                        | –                  | –                  | 103             | 0,2             |
| –                          | PBC                        | –                  | –                  | 100             | 0,2             |
| –                          | STATT Partei               | –                  | –                  | 82              | 0,1             |

## Wahl 1991
| Gegenstand der Nachweisung | Gegenstand der Nachweisung | Wahlkreis- stimmen | Wahlkreis- stimmen | Landes- stimmen | Landes- stimmen |
| Bewerber                   | Partei                     | Anzahl             | %                  | Anzahl          | %               |
| -------------------------- | -------------------------- | ------------------ | ------------------ | --------------- | --------------- |
| Wahlberechtigte            | Wahlberechtigte            | 97.785             | 100,0              | 97.785          | 100,0           |
| Wähler                     | Wähler                     | 69.329             | 70,9               | 69.329          | 70,9            |
| Ungültige Stimmen          | Ungültige Stimmen          | 1.315              | 1,9                | 1.384           | 2,0             |
| Gültige Stimmen            | Gültige Stimmen            | 68.014             | 100,0              | 67.945          | 100,0           |
| davon                      |                            |                    |                    |                 |                 |
| Walter Korn                | CDU                        | 28.420             | 41,8               | 27.658          | 40,7            |
| Lothar Klemm               | SPD                        | 30.232             | 44,4               | 27.939          | 41,1            |
| ?                          | GRÜNE                      | 4.380              | 6,4                | 5.778           | 8,5             |
| ?                          | F.D.P.                     | 4.014              | 5,9                | 4.581           | 6,7             |
| –                          | REP                        | –                  | –                  | 1.145           | 1,7             |
| ?                          | DIE GRAUEN                 | 523                | 0,8                | 406             | 0,6             |
| ?                          | ÖDP                        | 445                | 0,7                | 329             | 0,5             |
| –                          | PBC                        | –                  | –                  | 109             | 0,2             |

## Wahl 1987
|                   | Partei            | Anzahl | %     |
| ----------------- | ----------------- | ------ | ----- |
| Wahlberechtigte   | Wahlberechtigte   | 94.423 | 100,0 |
| Wähler            | Wähler            | 77.165 | 81,7  |
| Ungültige Stimmen | Ungültige Stimmen | 617    | 0,8   |
| Gültige Stimmen   | Gültige Stimmen   | 76.548 | 100,0 |
| davon             |                   |        |       |
| Lothar Klemm      | SPD               | 30.362 | 39,7  |
| Walter Korn       | CDU               | 32.836 | 42,9  |
| ?                 | F.D.P.            | 5.509  | 7,2   |
| ?                 | GRÜNE             | 7.142  | 9,3   |
| ?                 | DKP               | 299    | 0,4   |
| ?                 | Mündige Bürger    | 129    | 0,2   |
| ?                 | ÖDP               | 271    | 0,4   |

## Wahl 1983
|                     | Partei            | Anzahl | %     |
| ------------------- | ----------------- | ------ | ----- |
| Wahlberechtigte     | Wahlberechtigte   | 91.367 | 100,0 |
| Wähler              | Wähler            | 76.651 | 83,9  |
| Ungültige Stimmen   | Ungültige Stimmen | 601    | 0,8   |
| Gültige Stimmen     | Gültige Stimmen   | 76.050 | 100,0 |
| davon               |                   |        |       |
| Walter Korn         | CDU               | 30.275 | 39,8  |
| Lothar Klemm        | SPD               | 36.292 | 47,7  |
| Michael Voigt       | GRÜNE             | 4.148  | 5,5   |
| Christa Wieghardt   | F.D.P.            | 4.639  | 6,1   |
| Josef Mayer         | DKP               | 305    | 0,4   |
| Hans-Joachim Wörner | LD                | 249    | 0,3   |
| Karl Weil           | DS                | 94     | 0,1   |
| Karlheinz Holz      | EAP               | 48     | 0,1   |

## Bisherige Abgeordnete
Direkt gewählte Abgeordnete des Wahlkreises Main-Kinzig I (bis 1982, Main-Kinzig-Kreis Nordwest) waren:
| Jahr | Direktkandidat | Partei | Erststimmen in % |
| ---- | -------------- | ------ | ---------------- |
| 2023 | Max Schad      | CDU    | 35,3             |
| 2018 | Max Schad      | CDU    | 27,1             |
| 2013 | Hugo Klein     | CDU    | 46,1             |
| 2009 | Hugo Klein     | CDU    | 44,9             |
| 2008 | Hugo Klein     | CDU    | 41,9             |
| 2003 | Hugo Klein     | CDU    | 53,6             |
| 1999 | Lothar Klemm   | SPD    | 45,6             |
| 1995 | Walter Korn    | CDU    | 44,1             |
| 1991 | Lothar Klemm   | SPD    | 44,4             |
| 1987 | Walter Korn    | CDU    | 42,9             |
| 1983 | Lothar Klemm   | SPD    | 47,7             |
| 1982 | Lothar Klemm   | SPD    | 45,9             |